# Luis Rodríguez de Viguri
Luis Rodríguez de Viguri y Seoane (Santiago de Compostela, 16 de octubre de 1881-Madrid, 12 de diciembre de 1945) fue un abogado, diplomático y político español, ministro de Fomento durante el periodo constitucional del reinado de Alfonso XIII y de Economía Nacional durante la dictablanda del general Dámaso Berenguer.

## Biografía
Nació el 16 de octubre de 1881 en la ciudad de Santiago de Compostela (provincia de La Coruña). Adscrito a las filas conservadoras, y vinculado con la familia González Besada, resultó elegido diputado en las Cortes de la Restauración por el distrito electoral de Lugo en los comicios celebrados en 1918, 1919, 1920 y 1923.

Desempeñó el cargo de ministro de Fomento entre el 4 y el 7 de diciembre de 1922 en un gobierno presidido por Sánchez Guerra. También fue ministro de Economía Nacional entre el 20 de agosto de 1930 y el 18 de febrero de 1931 en el gabinete presidido por Dámaso Berenguer, durante la llamada «Dictablanda».
Durante la II República obtuvo escaño de diputado en Cortes por la circunscripción de Lugo al ser elegido en las elecciones de 1933, integrado en el Partido Agrario, puesto que revalidó en las de febrero de 1936, causando baja en mayo de dicho año al ser nombrado ministro plenipotenciario de primera clase.
Falleció el 12 de diciembre de 1945 en Madrid.